# 10060 Amymilne
10060 Amymilne è un asteroide della fascia principale. Scoperto nel 1988, presenta un'orbita caratterizzata da un semiasse maggiore pari a 2,4453507 au e da un'eccentricità di 0,1893435, inclinata di 15,21350° rispetto all'eclittica.
L'asteroide è dedicato alla statunitense Amy Rae Milne.